# 포 (음식)
포(脯)는 고기나 생선 살을 얇게 저미어 말린 음식이다. 재료에 따라 육포와 어포 등으로 나눈다.
여행이나 비상식량의 용도로 주로 사용되었으며 최근에는 주류의 안주용으로 많이 사용되고 있다.

## 역사
조선 시대의 진상품 중에 말고기로 만든 육포가 있었다. 1410년 이 진상품을 당시 조정에서 심한 수탈로 인해 금기 시켰었다. 신부가 결혼하기 전에 시댁에 드리는 이바지 음식의 마른 안주류와 결혼 후 폐백 음식에 상대 어른을 받들어 모신다는 의미로 포함했다.

## 종류
- 육포 (쇠고기포)
- 생치편포(生稚片脯)[5]
- 말고기포
- 사슴고기포
- 참치포
- 돼지고기포
- 닭고기포
- 쥐포

## 같이 보기
- 저키
- 햄
- 프로슈토